# Musée diocésain d'Amalfi
Le musée diocésain d'Amalfi (Museo Diocesano di Amalfi), est un musée d’art sacré de la ville d'Amalfi (Italie).
Il est situé dans la basilique du Crucifix (IXe siècle) en Via Salita Episcopio.

## Histoire
Dès 1995, le Museo Diocesano di Amalfi se trouve dans la basilique du Crucifix (Basilica del Crocifisso) qui était l’ancienne église cathédrale d’Amalfi qui remonte à l'an 596. En 1100 la nouvelle cathédrale d’Amalfi est bâtie à côté de la basilique du Crucifix : dès ce moment-là et pour quatre cents ans, les deux églises ne formeront qu’une seule nouvelle église caractérisée par le style roman. Pendant la période baroque ces constructions ont été rénovées par des marbres et des stucs et ont été restaurés de nouveau comme deux églises distinctes. La toute récente restauration de la basilique du Crucifix de 1994 a éliminé toute traces du style baroque et aujourd'hui on peut l’admirer dans sa structure médiévale originale.

## Organisation
L'itinéraire du musée se développe en quatre sections :
- Le cloître, construit entre 1266 et 1268 ;
- Les peintures murales et fresques murales, datant du XIIIe siècle au XIVe siècle ;
- Le trésor de la cathédrale, objets liturgiques précieux et parements sacrés, appartenant au trésor de la cathédrale ;
- Les peintures précieuses et les sculptures de la basilique et de la cathédrale.